# الحروفية (حركة فنية)
حركة الحروفية أو الحروفيات في عالم الفن التشكيلي ظهرت في أواخر القرن العشرين بين الفنانين العرب وغيرهم ممن استلهم جماليات فنون الخط العربي وحوروها في أعمال فنية بشكل معاصر وحديث وهي تندرج اليوم ضمن الفن الحديث. تتميز الحروفيات بالجمع بين التقاليد والحداثة، عمل هؤلاء الفنانون على تطوير لغة بصرية عربية، غرست إحساسًا بالهوية الوطنية في دولهم القومية، في الوقت الذي استقلت فيه دولهم عن الحكم الاستعماري. لقد تبنوا نفس اسم الحروفية، وهو نهج للصوفية الذي ظهر في أواخر القرن الرابع عشر - أوائل القرن الخامس عشر. وصفت مؤرخة الفن ساندرا داغر الحروفية بأنها أهم حركة ظهرت في عالم الفن العربي في القرن العشرين.

## تعريف
مصطلح «حروفية» أو «حروفيات للجمع» مشتق من المصطلح العربي، حرف ، والذي يعني الحرف (كما في حرف الأبجدية). عندما يستخدم المصطلح لوصف حركة فنية معاصرة، فإنه يشير بشكل صريح إلى نظام للتدريس في زمن القرون الوسطى أو عصر الظلام في أوروبا [العصر الذهبي للإسلام والعرب] حيث نظام التدريس هذا كان متعلقاً في اللاهوت السياسي والحِرفية. في هذا اللاهوت، ينظر للأحرف على أنها علامات بدائية بإمكانها التأثير على الكائنات وتحديداً البشر وغيرها من مظاهر كونية. وهكذا، فإن المصطلح مشحون بالمعنى الصوفي والباطني والغموض.
تشير فنون الحروفيات (المعروفة أيضًا باسم حركة الحروفية  أو الحركة الحِرفية ) إلى استخدام الخط العربي كعنصر بياني في عمل فني، وعادةً ما يكون عملًا تجريديًا. تتميز الحركة الفنية العربية الحروفية عن [الحِرفية الدولية] : Letterist International التي كان لها قسم جزائري أسسه الحاج محمد دحو في الشلف في عام 1953.
صار مصطلح «حروفية» مثيرًا للجدل إلى حدٍ ما ورفضه عدد من الباحثين، بمن فيهم وجدان علي، وندى شبوط، وكارين دابروڤسكا. تم اقتراح مصطلح بديل هو «المدرسة الخطية للفن» (مدرسة الخط العربي للفنون) لوصف الاستخدام التجريبي للخط العربي في الفن العربي الحديث.

## تاريخ موجز والفلسفة

صوفي مسن يرثي شبابه الضائع ، صفحة من مخطوطة صوفية ، القرن الثالث عشر. كان الفن الصوفي جزءًا من مصدر إلهام لحركة الحروفية.

كان الفن التقليدي الحروفي مقيداً بقواعد صارمة، حيث يحظر تصوير أو رسم البشر وذات الأرواح فيها كذلك كانت معظمها ذات ارتباطات دينية أو تعبدية إسلامية. الخطاطون يتدربون على إتقان واحتراف الخط العربي لسنوات عديدة من أجل اكتساب كل من التقنية والقواعد التي تحكم الخط. تحرر الفنانون الحروفيون المعاصرون من هذه القواعد، مما سمح بفك الحروف العربية وتغييرها وإدراجها في الأعمال الفنية التجريدية.
نشأ استخدام العناصر العربية التقليدية، لا سيما الخط العربي، في الفن الحديث بشكل مستقل في مختلف الدول الإسلامية؛ قلة من هؤلاء الفنانين الذين يعملون في هذا المجال، كانوا يعرفون بعضهم البعض، مما ساهم بتنوع مظاهر وسمات أعمال الحروفيات وسمح لها بالتطور في مناطق مختلفة. في السودان، على سبيل المثال، كانت الحركة تُعرف باسم مدرسة الخرطوم القديمة ،  وافترضت طابعًا مميزًا حيث تم الجمع بين الزخارف والخط العربي، في حين أن الوسائل والمواد أو الوسائط المستخدمة مثل الجلود والخشب حلت محل القماش لتوفير نمط أفريقي متميز. في المغرب، كانت الحركة مصحوبة باستبدال الوسائط التقليدية بالزيوت؛ فضل الفنانون الأصباغ التقليدية مثل الحناء، وتميزوا بإدخال أساليب النسيج والمجوهرات والوشم فيها، بالإضافة إلى الرسوم البربرية التقليدية. في الأردن، كانت تُعرف عمومًا باسم حركة الحروفية ، بينما في إيران، حركة السقا-خانة.
رفض فنانو الحروفيات مفاهيم الفن الغربي، وشكلوا هوية فنية جديدة مستمدة من ثقافتهم وتراثهم. نجح هؤلاء الفنانون في دمج التقاليد المرئية الإسلامية، وخاصة الخط العربي، في تراكيب أصلية معاصرة. الموضوع الشائع بين فناني الحروفيات هو أنهم جميعًا استفادوا من جماليات وغموض الخط العربي، لكنهم استخدموه بالمعنى الحديث التجريدي. على الرغم من أن فناني الحروفيات كافحوا لإيجاد حوارهم الفردي مع القومية، فقد عملوا أيضًا على تحقيق جمالية أوسع تتخطى الحدود الوطنية ويمثلون انتماءً لهوية عربية في فترة ما بعد الاستعمار.
شرح مؤرخ الفن، كريستيان تريشل، كيفية يتم استخدام الخط العربي في الفن المعاصر:

«إنهم يفككون الكتابة ويستغلون الحرف ويحولونه إلى علامة إشارية للخط والتقاليد والتراث الثقافي. نظرًا لأن العلامة جمالية بحتة ولغوية فقط في ترابطها الثقافي، فإنها تفتح حتى الآن طرقًا غير مألوفة للتفسير، وتجتذب جماهير مختلفة، ومع ذلك لا تزال تحتفظ بثقافة الفنان الخاصة، فنانو الحروفيات يتخلصون من وظيفة اللغة المعبرة. الحروف تصبح علامات خالصة، وتُفرغ مؤقتًا من معناها المرجعي، تصبح متاحة لمعاني جديدة.»
لم تكن الحركة الفنية الحروفية مقتصرة على الرسامين، ولكنها تضمنت أيضًا فناني خزف مهمين مثل الأردني، محمود طه، الذي جمع بين الجماليات التقليدية، بما في ذلك الخط، مع الحرف اليدوية البارعة،  والنحاتين، مثل القطري، يوسف أحمد  والعراقيان، جواد سليم ومحمد غني حكمت. كما لم يتم تنظيم الحركة على أسس رسمية عبر الدول الناطقة بالعربية. في بعض الدول العربية، شكل فنانو الحروفيات مجموعات أو مجتمعات رسمية، مثل العراق مجموعة البعد الواحد،  بينما في مدنٍ أخرى عمل فنانون بشكل مستقل في نفس المدينة قاموا دون علم ببعضهم البعض.

### تطور الحروفيات
حدد مؤرخو الفن ثلاثة أجيال من فناني الحروفيات:
الجيل الأول : الرواد، الذين استلهموا من استقلال دولهم، عن لغة جمالية جديدة تسمح لهم بالتعبير عن قوميتهم. رفض هؤلاء الفنانون التقنيات ووسائل الإعلام الأوروبية، وانتقلوا إلى وسائل الإعلام المحلية وأدخلوا الخط العربي في فنهم. بالنسبة لهذه المجموعة من الفنانين، تعد الحروف العربية سمة أساسية للعمل الفني. من فنانين الجيل الأول: الفنانة الأردنية، الأميرة وجدان علي، الفنانة السودانية، إبراهيم الصلاحي؛ الفنانون العراقيون، شاكر حسن السعيد، جميل حمودي، مديحة عمر، جواد سليم؛ الرسام والشاعر اللبناني إيتل عدنان والفنان المصري رمزي مصطفى (مواليد 1926).
الجيل الثاني : فنانون، يعيش معظمهم في المنفى، لكنهم يشيرون إلى تقاليدهم وثقافتهم ولغتهم في أعمالهم الفنية. الفنان، ضياء العزاوي هو نموذج من هذا الجيل.
الجيل الثالث : الفنانون المعاصرون الذين استوعبوا جماليات عولمية، والذين يستخدمون الحروف العربية والفارسية من حين لآخر. إنهم يفككون الحروف ويستخدمونها بطريقة مجردة وزخرفة بحتة. تمثل أعمال كلناز فتحي وللا الصعيدي الجيل الثالث.

## أنواع فن الحروفيات

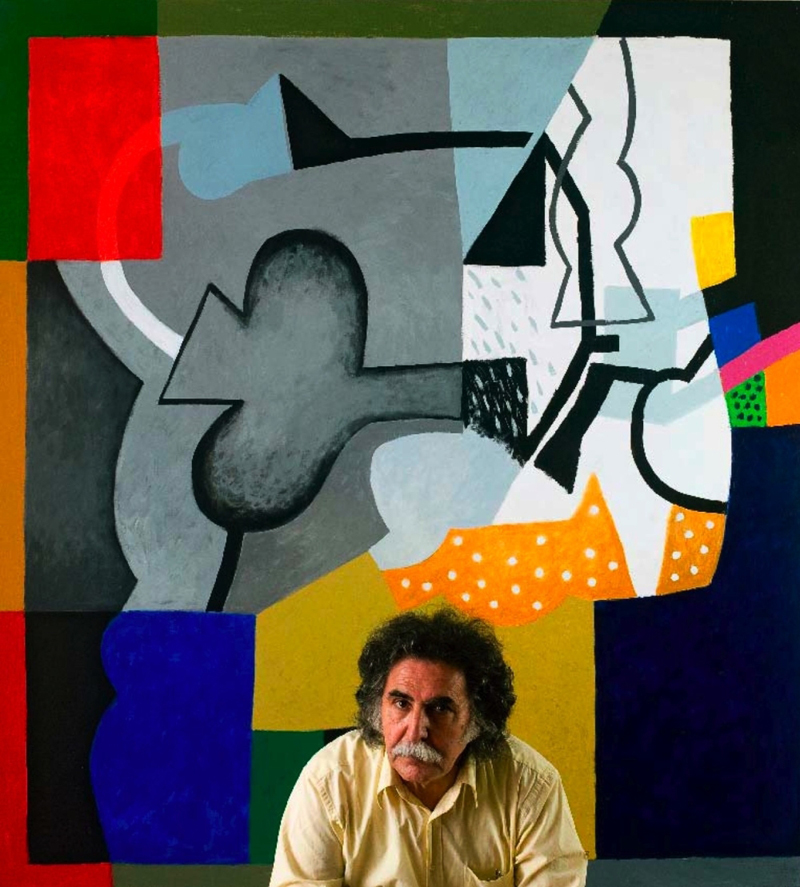
الفنان ، ضياء العزاوي ، يعرض أسلوب مدرسة الخط العربي المختلط بفن الحروفيات

الخط الخالص
الأعمال الفنية التي يشكل فيها الخط كلاً من الخلفية والمضمون أو العناصر الأساسية.
الكلاسيكية الجديدة
أعمال تلتزم بقواعد الخط في القرن الثالث عشر. مثال على ذلك هو عمل خيرت الصالح (مواليد 1940) 
الكلاسيكية الحديثة
تعمل على مزج الخط الخالص مع أشكال أخرى، مثل تكرار الأنماط الهندسية. أحمد مصطفى (مواليد 1943) هو ممثل لهذا النمط 
الكاليغرافيتي (Calligraffiti)
الكاليغرافيتي (Calligraffiti) هو فن الرسم الشوارعي المستوحى من العبارات والنصوص يعتبر نمط فني معاصر يدمج بين الحرف العربي والعناصر البصرية بأسلوب حر، حيث تُستخدم النصوص لا كوسيلة للقراءة فقط، بل كعنصر تشكيلي قائم بذاته. يبتعد هذا الأسلوب عن القواعد الكلاسيكية لفن الخط، ولا يتطلب بالضرورة تكوينًا أكاديميًا، إذ يعتمد الفنانون فيه على خط اليد الشخصي بوصفه أداة للتجريب والتعبير الفني. يُتيح هذا الفن إمكانيات واسعة لإعادة تشكيل الحروف وتحرير بنيتها، بما يسمح بابتكار تركيبات جديدة تستلهم جماليات الخط العربي دون الالتزام الصارم بقوانينه. ويُعد الكاليغرافيتي وسيلة للتعبير الذاتي، كما يسمح بابتكار رموز ورسائل تستند إلى المرجعية الثقافية للحرف العربي.  من بين الأسماء البارزة التي ارتبطت بهذا التوجه الفني: الشاعرة والفنانة اللبنانية  إيتل عدنان، والرسام المصري رمزي مصطفى (مواليد 1926)، إضافةً إلى الفنان والمفكر العراقي شاكر حسن السعيد، الذين ساهموا في استكشاف الأبعاد الجمالية والفكرية لهذا الفن المعاصر.
الخط الحر
الأعمال الفنية التي توازن الأنماط الكلاسيكية مع الكاليغرافيتي calligraffiti.
الخط التجريدي
فن يفكك الحروف ويتضمنها كعنصر رسومي في عمل فني تجريدي. في هذا النمط الفني، قد تكون الرسائل مقروءة أو غير مقروءة أو قد تستخدم نصًا زائفًا. رفا الناصري (مواليد 1940) ومحمود حماد (1923-1988) مثالان بارزان على هذا النمط من الفنانين.
مجموعات الخط
الأعمال الفنية التي تستخدم أي مزيج من أنماط الخط، وغالبًا ما تستخدم الخط الهامشي أو الخط اللاواعي. الفنان، ضياء العزاوي هو ممثل لهذا النمط.

## الدعاة البارزين
من الشخصيات البارزة بفنون الحروفيات ما يلي:
الجزائر
- عمر راسم (1894-1959)
- رشيد قريشي (مواليد 1947)
- نور الدين كور (مواليد 1960)[26]

مصر
- عمر النجدي (مواليد 1931) [27]
- غادة عامر (مواليد 1963) ناشطة في مصر وفرنسا

العراق
- فريال الأعظمي (المعروفة أيضًا باسم فريال التهامي) (مواليد 1950)
- شاكر حسن السعيد (1925-2004)
- محمد غني حكمت (1929-2011)
- مديحة عمر (1908 - 2005)
- جميل حمودي (1924-2003)
- حسن مسعودى (مواليد 1944)
- ضياء العزاوي (مواليد 1939) الناشط في العراق ولندن
- سعدي الكعبي (مواليد 1937) [28]
- إسماعيل الخالد (مواليد 1900) [29]
- رفا الناصري (مواليد 1940)

إيران
- ناصر العصار (1928-2011) الاب: ناصر العصار [30]
- جلناز فتحي (مواليد 1972)
- برفيز تانافولي (مواليد 1931)
- مهرداد شوقي (مواليد 1972)
- تشارلز حسين زندرودي (مواليد 1937)

الأردن
- وجدان علي (مواليد عام 1939) رسام ومؤرخ فني ومنسق وراعي للفنون
- محمود طه (مواليد 1942) خزف

لبنان
- إيتل عدنان (مواليد 1925) شاعر وفنان بصري
- سلوى روضة شقير (1916-2017)
- سمير الصايغ (مواليد 1945) [31]

المغرب
- لالا الصايدي (مواليد 1956)

باكستان
- صادق الدين نقاش (1930-1987)

فلسطين
- كمال بولتا (1942-2019) ناشط في فلسطين

المملكة العربية السعودية
- أحمد ماطر (مواليد 1979)
- ناصر السالم (مواليد 1984) [32]
- فيصل سمرة (مواليد 1955)، فنان بصري متعدد الوسائط وفناني الأداء، نشط في المملكة العربية السعودية والبحرين [33]

السودان
- إبراهيم الصلاحي (مواليد 1930)
- عثمان وقالة (1924-2007)

سوريا
- محمود حماد (مواليد 1923)
- خالد الساعي (مواليد 1970) ناشط في سوريا والإمارات العربية المتحدة [34]

تونس
- نجا مهداوي (مواليد 1937)
- eL Seed (مواليد 1981) فنان شارع / فنان callrgraffiti
- عبد القادر الريس (مواليد 1951) نشط في دبي
- يوسف أحمد (مواليد 1955) نشط في الدوحة، قطر
- محمد مندي (مواليد عام 1950) [35]
- فرح بهبهاني (م) ؟) الكويت [36]
- علي حسن جابر (م. ؟) قطر [37]

من الخليج العربي

## المعارض
- كلمة في الفن: فنانون الشرق الأوسط الحديث، 18 مايو - 26 سبتمبر 2006، برعاية المتحف البريطاني، لندن؛ معرض متنقل أيضًا في مركز دبي المالي، 7 فبراير - 30 أبريل 2008) [38]
- Hurufiyya: Art & Identity ، معرض يضم أعمالاً فنية مختارة في الستينيات - أوائل عام 2000، برعاية مؤسسة بارجيل، 30 نوفمبر 2016 - 25 يناير 2017، مكتبة الإسكندرية، الإسكندرية، مصر [39]

## روابط خارجية
- للفن والثقافة "Hurufiyya"